# Margarida de Brunsvique-Luneburgo
Margarida de Brunsvique-Luneburgo (6 de abril de 1573 - 7 de agosto de 1643), foi uma nobre alemã, membro da Casa de Guelfo e, por casamento, uma duquesa de Saxe-Coburgo.
Nascida em Celle, era a nona dos quinze filhos nascidos do casamento de Guilherme, o Jovem, Duque de Brunswick-Lüneburg e da princesa Doroteia da Dinamarca.

## Vida
Margarida casou-se em Coburgo a 16 de Setembro de 1599 com João Casimiro, Duque de Saxe-Coburgo, tornando-se a sua segunda esposa.
A maioria dos convidados ficaram alojados no Castelo de Heldburg antes e depois do casamento. Para a ocasião, foram utilizadas carruagens reais em talha dourada que pertenciam ao dote da sua mãe, Doroteia; são as carruagens mais antigas do mundo que ainda funcionam e encontram-se em exposição no Veste Coburg.
Para humilhar a primeira esposa, João Casimiro celebrou a ocasião com a conhecida moeda Táler de Coburgo: na cara da moeda, surgia um casal a beijar-se com a inscrição WIE KVSSEN SICH DIE ZWEY SO FEIN (Um beijo de bem entre duas pessoas), enquanto que a coroa tinha a inscrição: WER KVST MICH - ARMES NVNNELIN (quem te vai beijar agora, pobre freira?). A freira era a princesa Ana da Saxónia, a sua primeira esposa, que ele tinha repudiado alguns anos antes por adultério.
João Casimiro e Margarida tiveram um casamento feliz, mas não tiveram filhos. Após a morte de João Casimiro em 1633, o ducado de Saxe-Coburgo foi herdado pelo seu irmão, João Ernesto. Margarida regressou à terra natal, Celle, onde morreu dez anos depois, com setenta anos de idade. Encontra-se enterrada na Stadtkirche, em Celle.

## Genealogia
| Margarida de Brunswick-Lüneburg | Pai: Guilherme, Duque de Brunsvique-Luneburgo | Avô paterno: Ernesto I, Duque de Brunsvique-Luneburgo | Bisavô paterno: Henrique I, Duque de Brunsvique-Luneburgo                      |
| Margarida de Brunswick-Lüneburg | Pai: Guilherme, Duque de Brunsvique-Luneburgo | Avô paterno: Ernesto I, Duque de Brunsvique-Luneburgo | Bisavó paterna: Margarida da Saxónia, Duquesa de Brunsvique-Luneburgo          |
| Margarida de Brunswick-Lüneburg | Pai: Guilherme, Duque de Brunsvique-Luneburgo | Avó paterna: Sofia de Mecklemburgo-Schwerin           | Bisavô paterno: Henrique V, Duque de Mecklemburgo                              |
| Margarida de Brunswick-Lüneburg | Pai: Guilherme, Duque de Brunsvique-Luneburgo | Avó paterna: Sofia de Mecklemburgo-Schwerin           | Bisavó paterna: Ursula de Brandemburgo                                         |
| Margarida de Brunswick-Lüneburg | Mãe: Doroteia da Dinamarca                    | Avô materno: Cristiano III da Dinamarca               | Bisavô materno: Frederico I da Dinamarca                                       |
| Margarida de Brunswick-Lüneburg | Mãe: Doroteia da Dinamarca                    | Avô materno: Cristiano III da Dinamarca               | Bisavó materna: Ana de Brandemburgo                                            |
| Margarida de Brunswick-Lüneburg | Mãe: Doroteia da Dinamarca                    | Avó materna: Doroteia de Saxe-Lauemburgo              | Bisavô materno: Magnus I, Duque de Saxe-Lauemburgo                             |
| Margarida de Brunswick-Lüneburg | Mãe: Doroteia da Dinamarca                    | Avó materna: Doroteia de Saxe-Lauemburgo              | Bisavó materna: Catarina de Brunswick-Wolfenbüttel, Duquesa de Saxe-Lauemburgo |